# Paleolit dolny
Paleolit dolny – okres odpowiadający wczesnym formom homoidalnym i początkom rodzaju Homo (przez gatunek Homo habilis do Homo ergaster/erectus – któremu przypisuje się wyjście z Afryki). Charakteryzuje się rozwojem społeczności ludzkiej oraz powstaniem pierwszych kultur pradziejowych.
Początki dolnego paleolitu związane są z pojawieniem się pierwszych narzędzi kamiennych, co nastąpiło 2,6– 2,4 mln lat temu. Wyznaczenie daty końcowej dolnego paleolitu nastręcza badaczom wielu problemów i jest uzależnione od kryteriów geograficznych. Dla Afryki oraz zachodniej Eurazji cezurą jest okres 350–300 tys. lat temu.
Dolny paleolit został podzielony na dwie fazy. Każda z faz związana jest z zasadniczymi zmianami jakościowymi w technologii obróbki narzędzi kamiennych. Pierwsza faza zasadniczo związana jest z kontynentem afrykańskim i została podzielona na dwa podokresy
a) 2,4–1,9 mln lat temu – okres ten charakteryzuje się pojawieniem pierwszych narzędzi kamiennych tzw. narzędzi otoczakowych.
b) 1,9–1,5 mln lat temu – okres posługiwania się udoskonalonymi narzędziami otoczakowymi oraz pojawieniem się tzw. protopięściaków. Dolną cezurę tego okresu wyznacza data ok. 1,5 mln lat temu kiedy na terenie Afryki mamy do czynienia z innowacją technologiczną, polegająca na zastosowaniu techniki bifacjalnego retuszu.
Druga faza rozpoczyna się ok. 1,5 mln lat temu. Okres ów charakteryzuje się pojawieniem tzw. narzędzi pięściakowatych. Wyznaczenie daty końcowej tej fazy nastręcza badaczom wielu problemów i jest nadal dyskutowane, jednak uznaje się, że dla obszaru Afryki związana jest ona z początkami Środkowej Epoki Kamienia, zaś w Eurazji cezurą jest początek środkowego paleolitu.
W dolnym paleolicie technologia obróbki kamienia przechodzi stopniową ewolucję, poczynając od najprostszych form narzędzi otoczkowych reprezentowanych przez tzw. choppery – z obróbką jednostronną, chopping-tools – z obróbką dwustronną oraz narzędzi steroidów – z obróbką wielokierunkową. Narzędzia otoczkowe były zawsze wykonywane z zastosowaniem ciężkiego tłuka kamiennego, którym uderzano bezpośrednio w powierzchnię otoczaka. Dalszy etap ewolucji narzędzi kamiennych związany jest z zastosowaniem bifacjalnej techniki retuszu oraz użyciem miękkiego tłuka wykonywanego z miękkich skał oraz kości i rogu. Udokumentowane jest także używanie przez społeczności dolnopaleolityczne pośredników wykonywanych z elementów kości i rogu. Postęp technologiczny w dolnym paleolicie wiąże się także z coraz bardziej świadomym doborem materiału przeznaczonego do produkcji narzędzi, a także skał które mogły służyć jako tłuczki-retuszery.
Dobór odpowiedniego surowca miał wpływ na możliwość naprawy narzędzi kamiennych np. ostrzenie stępionej krawędzi tnącej. Sposób pozyskiwania surowców kamiennych przeznaczonych do produkcji narzędzi można podzielić na dwa okresy
a) wcześniejszy trwający do ok. 1,6 mln temu, w którym praludzie korzystali głównie z surowca lokalnego, znajdującego się w odległości do 4 km. Z tego surowca wykonywano niemal 99,9 wszystkich narzędzi kamiennych. Surowce przynoszone z większej odległości, ok. 7–11 km, stanowią jedynie 0,1%.
b) późniejszy 1,6–1,2 mln lat temu, kiedy to nadal przeważa surowiec lokalny, jednak odległość, jaką byli gotowi przebyć praludzie w celu uzyskania innego materiału, wzrasta do 10–15 km.
W dolnym paleolicie zaobserwować możemy stopniową specjalizację obozowisk, które dzieliły się na:
a) miejsca dzielenia zdobyczy
b) miejscem końcowej obróbki pożywienia
c) miejsca, w których dokonywano obróbki materiału kamiennego.
Na stanowisku FxJj 20E,znajdującym się w rejonie Koobi Fora, odkryto sięgające ponad 1,4 mln lat temu najstarsze ślady ognia.
Na stanowisku Gran Dolina, znajdującym się na terenie dzisiejszej Hiszpanii, natrafiono na szczątki należące do rodzaju Homo. Na szczątkach tych natrafiono na ślady cięcia i rozbijania, co jest jednym z pierwszych udokumentowanych przypadków uprawiania kanibalizmu przez ten gatunek.
W okresie dolnego paleolitu badacze wyróżniają przemysły oldowajskie i kulturę aszelską oraz stanowiska z narzędziami mikroodłupkowymi.

## Paleolit dolny na ziemiach polskich
Ślady najstarszego obozowiska ludzkiego na ziemiach polskich, datowanego na 500 tys. lat, odkryto w Trzebnicy pod Wrocławiem. Najprawdopodobniej było to obozowisko łowców reniferów, usytuowane nad jeziorem lub zatoką rzeczną. Obok drobnych, prymitywnych narzędzi wykonanych z otoczaków, znaleziono kości upolowanych zwierząt, między innymi: łosia, jelenia, dzika, nosorożca, a także zęby szczupaka.
Kolejne ślady obozowisk znaleziono w Rusku na Dolnym Śląsku i w okolicach Strzegomia, w znajdującej się tam kopalni kaolinu. Znalezione narzędzia pochodzą sprzed 350 tys. lat. W okolicy Prudnika; w Śmiczu i Dzierżysławiu, znaleziono wyroby typowe dla przemysłu aszelskiego (450–240 tys. lat p.n.e.).